# Inkhundla Mtfongwaneni
L'Inkhundla Mtfongwaneni è uno dei sedici tinkhundla del distretto di Manzini, nell'eSwatini.

## Geografia antropica

### Suddivisioni amministrative
L'Inkhundla è suddiviso nei 5 seguenti imiphakatsi: Bulunga, Ehlane, Gundwini, Lwandle, Ndlandlameni.